# إيلين ميتشيل
إيلين ميتشيل (بالإنجليزية: Ellen Mitchell)‏ هي فيلسوفة وكاتِبة أمريكية، ولدت في 1838، وتوفيت في 1920.